# Love Yourself: Her
Love Yourself: Her (cách điệu là LOVE YOURSELF 承 'Her') là mini album thứ năm của nhóm nhạc nam Hàn Quốc BTS. Mini album được phát hành vào ngày 18 tháng 9 năm 2017, bởi Big Hit Entertainment. Nó có 4 phiên bản và bao gồm 9 bài hát, với "DNA" là bài hát chủ đề.

## Bối cảnh
Love Yourself: Her là album đầu tiên được phát hành kể từ khi BTS tiết lộ "thương hiệu nhận diện" mới của họ vào ngày 4 tháng 7 năm 2017. Vào ngày 18 tháng 9, album được phát hành cùng với video âm nhạc cho bài hát chủ đề "DNA". Trong 24 giờ sau khi phát hành, video âm nhạc của "DNA" đã đạt 21 triệu lượt xem, trở thành video âm nhạc đầu tiên của một nhóm nhạc K-pop đạt hơn 20 triệu lượt xem trong 24 giờ.

## Danh sách bài hát
Các khoản ghi chú được trích từ hồ sơ của album chính thức trên Naver.
| STT              | Nhan đề                               | Sáng tác                                                                                               | Sản xuất                   | Thời lượng |
| ---------------- | ------------------------------------- | --- | -------------------------- | ---------- |
| 1.               | "Intro: Serendipity"                  | "hitman" bang Slow Rabbit RM Ray Michael Djan Jr Ashton Foster                                         | Slow Rabbit                | 2:19       |
| 2.               | "DNA"                                 | Pdogg "hitman" bang Supreme Boi Suga RM Kass                                                           | Pdogg                      | 3:43       |
| 3.               | "Best of Me"                          | Andrew Taggart Pdogg RM Suga J-Hope "hitman" bang Ray Michael Djan Jr Ashton Foster Adora Sam Klempner | Andrew Taggart Pdogg       | 3:46       |
| 4.               | "보조개" (Dimple)                     | Allison Kaplan Matthew Tishler RM                                                                      | Matthew Tishler Crash Cove | 3:16       |
| 5.               | "Pied Piper"                          | Jinbo "hitman" bang RM Suga J-Hope Pdogg Kass                                                          | Pdogg                      | 4:05       |
| 6.               | "Skit: Billboard Music Awards Speech" | Pdogg                                                                                                  | Pdogg                      | 1:43       |
| 7.               | "MIC Drop"                            | Pdogg "hitman" bang J-Hope RM Supreme Boi                                                              | Pdogg                      | 3:57       |
| 8.               | "고민보다 Go" (Go Go)                 | "hitman" bang Supreme Boi Pdogg                                                                        | Pdogg                      | 3:55       |
| 9.               | "Outro: Her"                          | Suga Slow Rabbit RM J-Hope                                                                             | Suga Slow Rabbit           | 3:49       |
| Tổng thời lượng: | Tổng thời lượng:                      | Tổng thời lượng:                                                                                       | Tổng thời lượng:           | 30:33      |

| Phiên bản vật lý với các bản nhạc ẩn | Phiên bản vật lý với các bản nhạc ẩn                | Phiên bản vật lý với các bản nhạc ẩn | Phiên bản vật lý với các bản nhạc ẩn | Phiên bản vật lý với các bản nhạc ẩn |
| STT                                  | Nhan đề                                             | Sáng tác                             | Sản xuất                             | Thời lượng                           |
| ------------------------------------ | --------------------------------------------------- | ------------------------------------ | ------------------------------------ | ------------------------------------ |
| 10.                                  | "Skit: 망설임과 두려움" (Skit: Hesitation and Fear) | "hitman" bang Pdogg                  | "hitman" bang Pdogg                  | 8:32                                 |
| 11.                                  | "바다" (Sea)                                        | RM Slow Rabbit Suga J-Hope           | RM [ 5 ]                             | 5:15                                 |
| Tổng thời lượng:                     | Tổng thời lượng:                                    | Tổng thời lượng:                     | Tổng thời lượng:                     | 44:20                                |